# Newby with Mulwith
Newby with Mulwith est une paroisse civile du Yorkshire du Nord, en Angleterre.